# ایر آسیا ژاپن

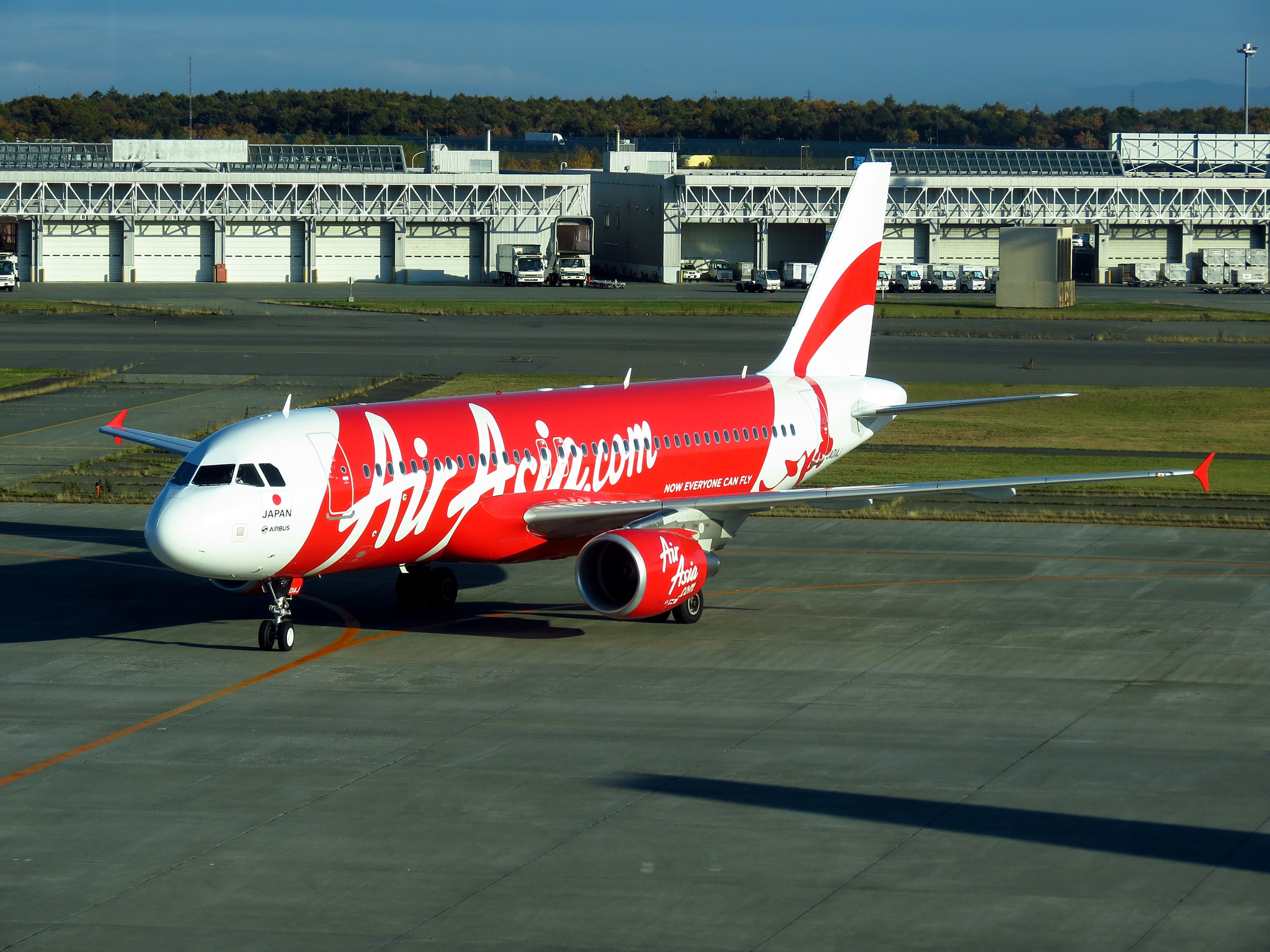
شرکت هواپیمایی ژاپنی

ایر آسیا ژاپن (انگلیسی: AirAsia Japan) شرکت هواپیمایی ژاپنی است، که در سال ۲۰۱۱ تأسیس شد.